# Lukovit
Lukovit (en búlgaro: Луковит) es una ciudad de Bulgaria en la provincia de Lovech.

## Geografía
Se encuentra a una altitud de 133 m s. n. m. a 112 km de la capital nacional, Sofía.

## Demografía
Según estimación 2012 contaba con una población de 9 719 habitantes.
|         | 2004  | 2005  | 2006  | 2007  | 2008  | 2009  | 2010  |
| Mujeres | 5 024 | 4 973 | 4 961 | 4 950 | 4 947 | 4 952 | 4 915 |
| Varones | 4 780 | 4 751 | 4 737 | 4 704 | 4 708 | 4 678 | 4 620 |
| Total   | 9 804 | 9 724 | 9 638 | 9 654 | 9 655 | 9 630 | 9 535 |